# العلاقات المجرية الأمريكية
العلاقات المجرية الأمريكية هي العلاقات الثنائية التي تجمع بين المجر والولايات المتحدة.

## مقارنة بين البلدين
هذه مقارنة عامة ومرجعية للدولتين:
| وجه المقارنة                                              | المجر                                                       | الولايات المتحدة                                                                                                  |
| --------------------------------------------------------- | ----------------------------------------------------------- | --- |
| المساحة (كم2)                                             | 93.04 ألف                                                   | 9.83 مليون |
| عدد السكان (نسمة)                                         | 9.78 مليون                                                  | 311.58 مليون |
| الكثافة السكانية (ن./كم²)                                 | 105.12                                                      | 31.7 |
| العاصمة                                                   | بودابست                                                     | واشنطن العاصمة |
| اللغة الرسمية                                             | لغة مجرية                                                   | لغة إنجليزية |
| العملة                                                    | فورنت مجري                                                  | دولار أمريكي |
| الناتج المحلي الإجمالي (بليون دولار)                      | 139.14 مليار                                                | 19.39 تريليون |
| الناتج المحلي الإجمالي (تعادل القوة الشرائية) بليون دولار | 260.42 مليار                                                | 18.04 تريليون |
| الناتج المحلي الإجمالي الاسمي للفرد دولار أمريكي          | 12.36 ألف                                                   | 56.12 ألف |
| الناتج المحلي الإجمالي للفرد دولار أمريكي                 | 25.07 ألف                                                   | 54.63 ألف |
| مؤشر التنمية البشرية                                      | 0.828                                                       | 0.920 |
| رمز المكالمات الدولي                                      | +36                                                         | +1 |
| رمز الإنترنت                                              | .hu                                                         | .us، حكومة، .mil، Edu.                                                                                            |
| المنطقة الزمنية                                           | ت ع م+01:00، ت ع م+02:00، أوروبا/بودابست ‏، توقيت وسط أوروبا | توقيت ساموا الأمريكية، توقيت أطلنطي موحد، منطقة زمنية وسطى، توقيت ألاسكا ‏، المنطقة الزمنية الجبلية، توقيت تشامرو ‏ |

## مدن متوأمة
في ما يلي قائمة باتفاقيات التوأمة بين مدن مجرية وأمريكية:
- ترتبط ميشكولتس مع كليفلاند باتفاقية توأمة منذ 1996.
- ترتبط بيتش مع سياتل باتفاقية توأمة.
- ترتبط سيجد مع توليدو باتفاقية توأمة منذ 6 نوفمبر 1993.[17][17]
- ترتبط Siófok [الإنجليزية]‏ مع والنوت كريك باتفاقية توأمة.
- ترتبط تاتابانيا مع فيرفيلد باتفاقية توأمة.
- ترتبط ايغر مع غينسفيل باتفاقية توأمة.
- ترتبط بودابست مع فورت وورث باتفاقية توأمة منذ 3 أغسطس 2012.[18][18][18][18]
- ترتبط Jászberény [الإنجليزية]‏ مع سيداليا باتفاقية توأمة.
- ترتبط سيكشفهيرفار مع برمنغهام باتفاقية توأمة منذ 28 أكتوبر 1978.
- ترتبط دبرتسن مع نيو برونزويك باتفاقية توأمة منذ 1970.[19][19][20][20]

## منظمات دولية مشتركة
يشترك البلدان في عضوية مجموعة من المنظمات الدولية، منها:
| علم المنظمة | اسم المنظمة                               | تاريخ انضمام المجر | تاريخ انضمام الولايات المتحدة |
| ----------- | ----------------------------------------- | ------------------ | ----------------------------- |
|             | وكالة ضمان الاستثمار متعدد الأطراف        | 21 أبريل 1988      | 12 أبريل 1988                 |
|             | الوكالة الدولية للطاقة                    | ?                  | ?                             |
|             | الاتحاد الدولي للاتصالات                  | 1866               | 1 يوليو 1908                  |
|             | يونسكو                                    | 14 سبتمبر 1948     | 4 نوفمبر 1946                 |
|             | الأمم المتحدة                             | 14 ديسمبر 1955     | 24 أكتوبر 1945                |
|             | مؤسسة التمويل الدولية                     | 29 أبريل 1985      | 20 يوليو 1956                 |
|             | منظمة الشرطة الجنائية الدولية             | ?                  | ?                             |
|             | مركز تنسيق الحركة في أوروبا ‏              | ?                  | ?                             |
|             | الاتحاد البريدي العالمي                   | ?                  | ?                             |
|             | منظمة حظر الأسلحة الكيميائية              | ?                  | ?                             |
|             | Strategic Airlift Capability ‏             | ?                  | ?                             |
|             | اتفاقية السماوات المفتوحة                 | ?                  | ?                             |
|             | منظمة التجارة العالمية                    | 1995               | ?                             |
|             | منظمة الأمن والتعاون في أوروبا            | 25 يونيو 1973      | 25 يونيو 1973                 |
|             | نظام تحكم تكنولوجيا القذائف               | 1993               | 1987                          |
|             | مجموعة الموردين النوويين                  | ?                  | ?                             |
|             | منظمة التعاون الاقتصادي والتنمية          | 7 مايو 1996        | ?                             |
|             | المركز الدولي لتسوية المنازعات الاستشارية | 6 مارس 1987        | 14 أكتوبر 1966                |
|             | البنك الدولي للإنشاء والتعمير             | 7 يوليو 1982       | 27 ديسمبر 1945                |
|             | مؤسسة التنمية الدولية                     | 29 أبريل 1985      | 24 سبتمبر 1960                |
|             | حلف شمال الأطلسي                          | 12 مارس 1999       | 4 أبريل 1949                  |
|             | الفريق المعني برصد الأرض                  | ?                  | ?                             |
|             | مجموعة أستراليا                           | 1993               | 1985                          |

## أعلام
هذه قائمة لبعض الشخصيات التي تربطها علاقات بالبلدين:
- آندي وارهول (فناناً أمريكياً، 6 أغسطس 1928[34][35][36] – 22 فبراير 1987[35][36][37])
- أدريان برودي (ممثل أمريكي، 14 أبريل 1973[38] – )
- ألانيس موريسيت (1 يونيو 1974[39][40] – )
- ألبرت ناجيرابولت (سياسي أمريكي، 16 سبتمبر 1893[41][42][43] – 22 أكتوبر 1986[41][42][43])
- إدوارد تيلر (15 يناير 1908[44][45][46] – 9 سبتمبر 2003[44][45][46])
- بول ميوني (22 سبتمبر 1895[47][48][49] – 25 أغسطس 1967[47][48][49])
- تيم هاوارد (لاعب كرة قدم أمريكي، 6 مارس 1979[50] – )
- جورجيا أوكيفي (فنانة أمريكية، 15 نوفمبر 1887[51][52][53] – 6 مارس 1986[51][52][53])
- جوزيف بوليتزر (سياسي أمريكي، 10 أبريل 1847[54][55][56] – 29 أكتوبر 1911[54][55][56])
- جون فون نيومان (عالم رياضيات مجري، 28 ديسمبر 1903[57][58][59] – 8 فبراير 1957[57][58][60])
- درو باريمور (22 فبراير 1975[61][62] – )
- ريفر فوينكس (23 أغسطس 1970[63][64][65] – 31 أكتوبر 1993[63][64][65])
- كشا (1 مارس 1987[66] – )
- مونيكا سيليش (2 ديسمبر 1973[67] – )
- يوجين ويغنر (17 نوفمبر 1902[68][69][70] – 1995[68][70][71])

## وصلات خارجية
- موقع وزارة الخارجية المجرية
- موقع وزارة الخارجية الأمريكية